# Durness
Durness (Schots-Gaelisch: Diuranais) is een afgelegen dorpje in het noordwesten van Schotland, in het raadsgebied (council area) Highland en gelegen aan Kyle of Durness. Met zijn 400 inwoners is het de grootste nederzetting in het noordwesten van Schotland. Durness ligt 116 kilometer ten westen van Thurso en 109 kilometer ten noorden van Ullapool. Het is de enige plaats van belang in het noorden van Schotland die enkel via een single track road kan bereikt worden.
Durness bestaat uit een verzameling van kleine verspreide dorpjes en boerderijen. De inwoners leven van inkomsten uit toerisme, viskwekerij, landbouw en schapenteelt. Het maakt deel uit van Sutherland, het zuidelijk land van de Vikingen tijdens het begin van de middeleeuwen. Later werd Durness een thuisbasis van de clan Mackay.
Ook geologisch is Durness interessant. Hier worden rotsformaties uit het Precambrium aangetroffen, het gneiss van Lewis, deel van de oudste rotsformaties op aarde.

## Bezienswaardigheden
- Balnakeil Bay met het zandstrand en de duinen van Faraid Head, Balnakeil Church en Balnakeil House;
- het dorpje Ceannabeinne en de inwoners hiervan die zich verzetten tegen de Ontruiming van de Hooglanden;
- zandstranden zoals dat van Sango Bay bij het Durness Visitor Centre;
- in de buurt van Durness ligt Smoo Cave, een zeegrot waar een rivier doorheen loopt, met een waterval;
- via een overzetboot kan men de zeetong oversteken en vervolgens via een minibus naar Cape Wrath gaan;
- John Lennon verbleef tijdens vakanties in zijn jeugd in Sangomore, een kleine plaats bij Durness bij zijn tante Elisabeth Parkes, een zuster van zijn moeder. Daar is een John Lennon Memorial opgericht. Zijn tante ligt begraven op het kerkhof van Balnakeil Church. Een stuk in de tekst van zijn lied In My Life verwijst naar die tijd. In 1969 bezocht hij deze streek voor het laatst in gezelschap van Yoko Ono.

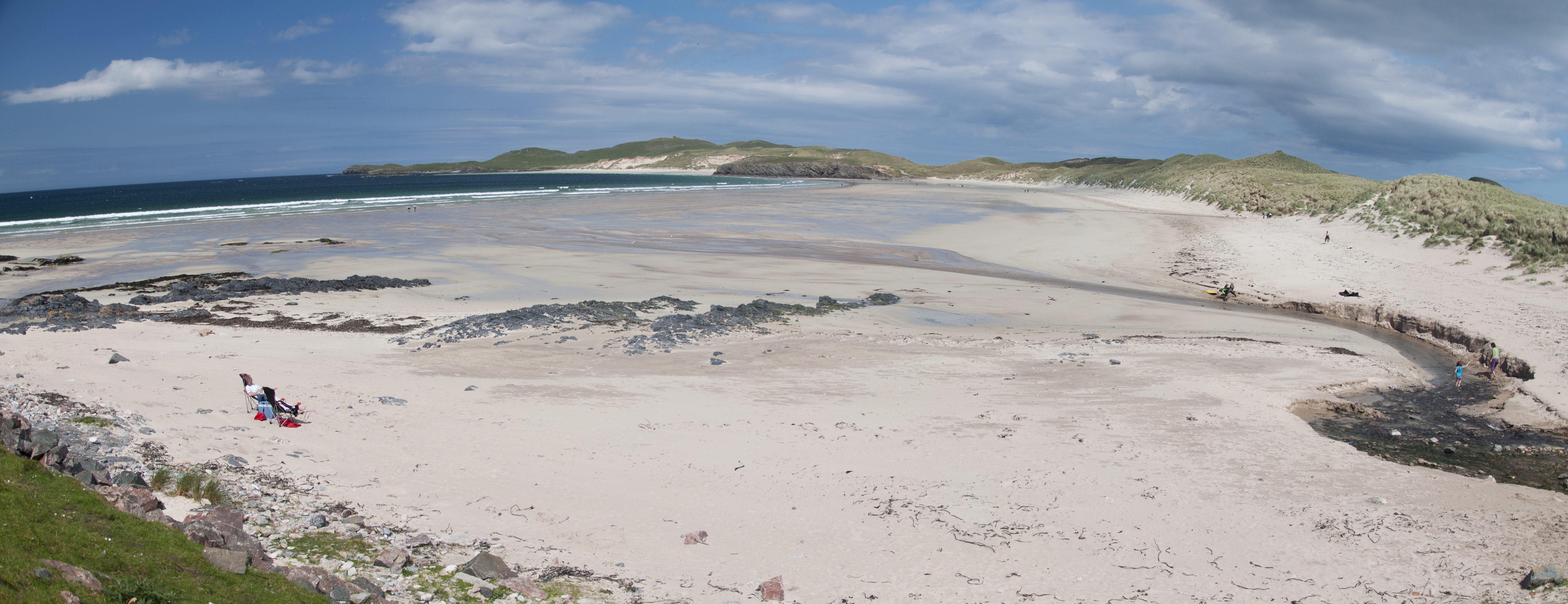
Balnakeil Bay
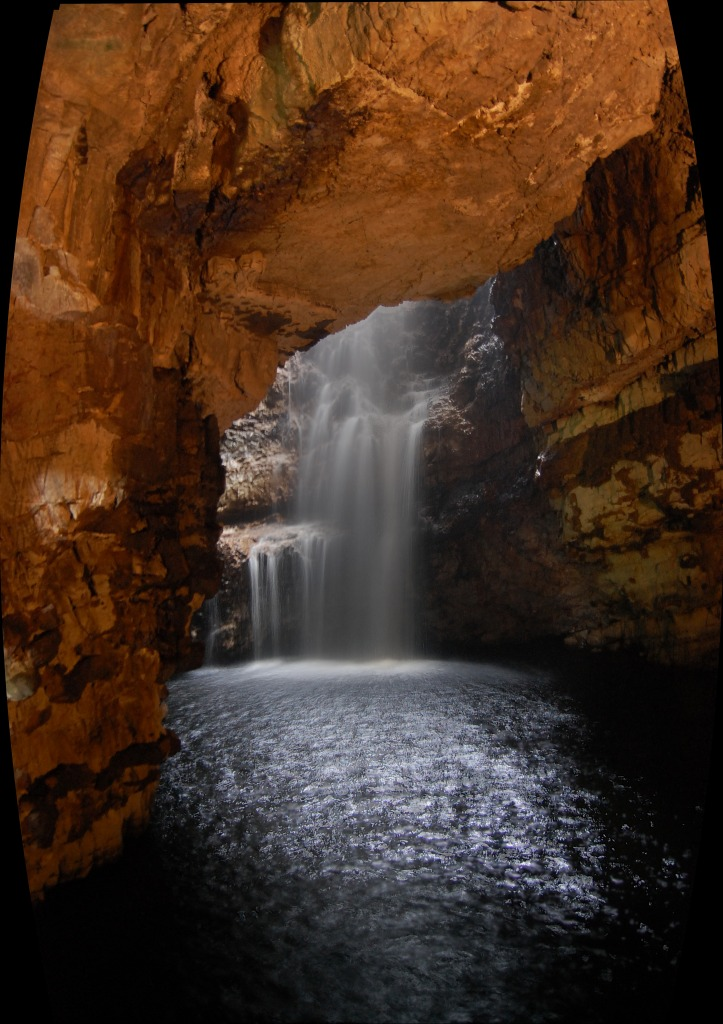
Smoo Cave
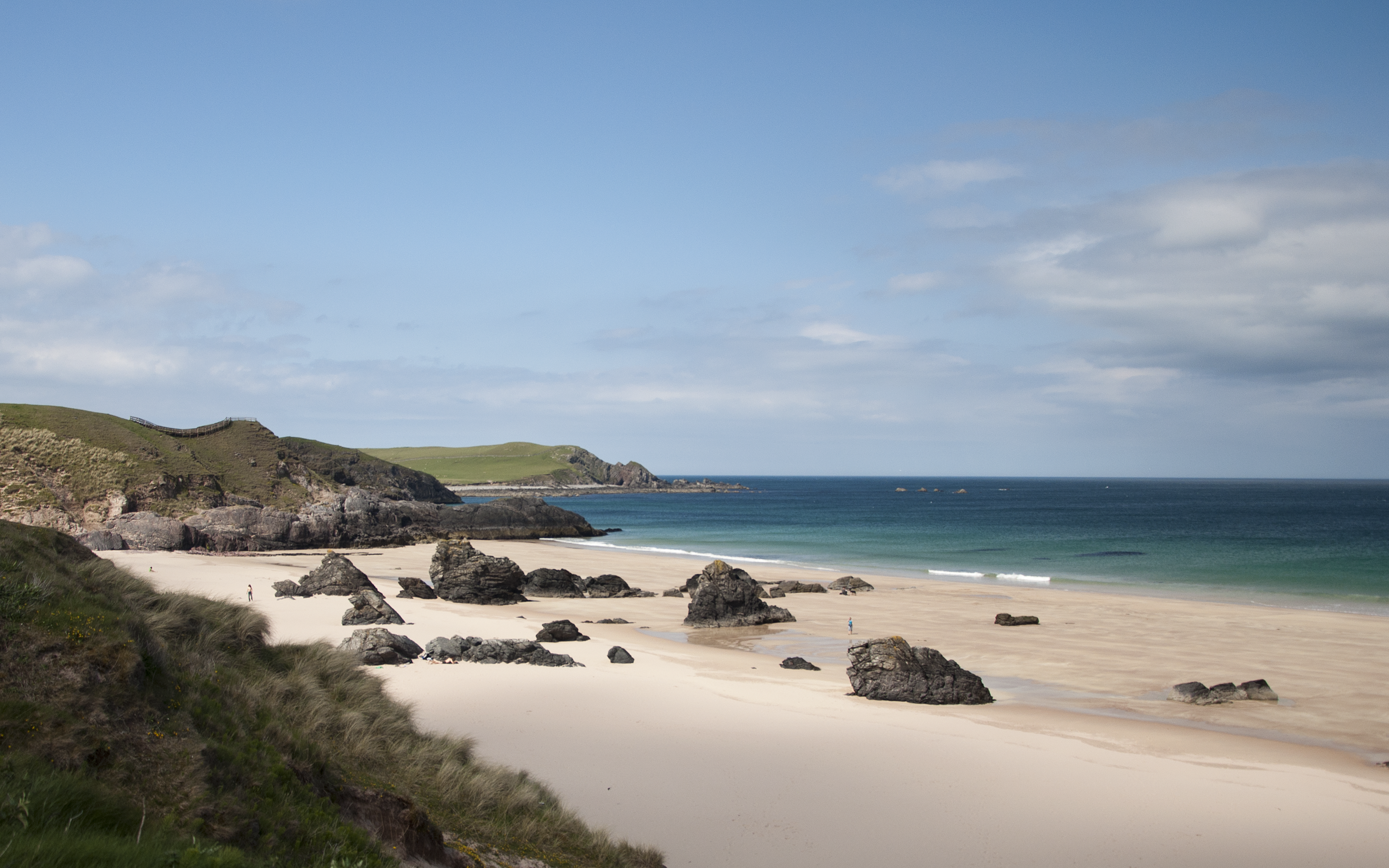
Sango Bay
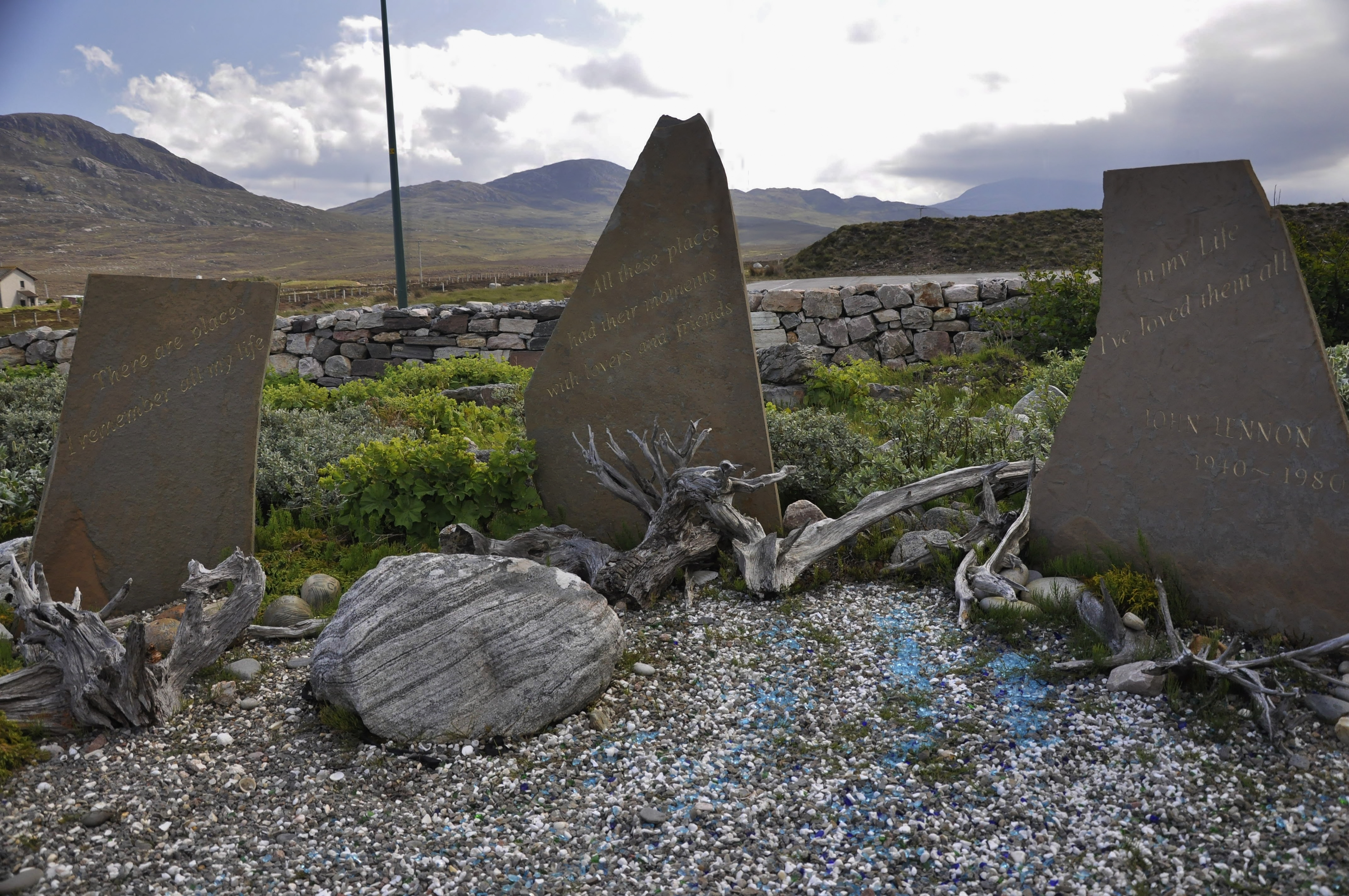
Het John Lennon Memorial